# Eigentliche Kaiserfische
Die Eigentlichen Kaiserfische der Gattung Pomacanthus leben im tropischen Indopazifik und Atlantik immer in der Nähe von Korallen- und Felsriffen. Die oft farbenprächtigen Tiere werden 23 bis 50 Zentimeter lang.
Sie leben meist paarweise oder einzeln in großen Revieren von 1000 m² und mehr. Wie ihre Verwandten, die Engelfische (Holacanthus), machen sie im Laufe ihres Lebens einen erstaunlichen Farbwechsel mit. Jungtiere sehen völlig anders aus und haben auf dunkelblauem oder schwarzen Grund ein Streifenmuster. Das ermöglicht ihnen, sich in den Revieren der Erwachsenen aufzuhalten, ohne dass es zu aggressiven Reaktionen der Revierbesitzer kommt.
Sie werden manchmal im Fachhandel für Meeresaquarianer angeboten und sind bei manchen Aquarianer als Prestigeobjekt begehrt. Man kann allerdings Tieren mit diesen Raumansprüchen keinen angemessenen Lebensraum bieten. Die Haltung in Gefangenschaft ist deshalb mit Ausnahme von sehr großen öffentlichen Schauaquarien abzulehnen.
In vielen Ländern der Tropen werden sie auf den Fischmärkten als Speisefische angeboten.

## Arten
- Ringkaiserfisch (Pomacanthus annularis) (Bloch, 1787)
- Grauer Kaiserfisch (Pomacanthus arcuatus) (Linnaeus, 1758)
- Halbmond-Kaiserfisch (Pomacanthus asfur) (Forsskål, 1775)
- Gelbschwanz-Kaiserfisch (Pomacanthus chrysurus) (Cuvier, 1831)
- Imperator-Kaiserfisch (Pomacanthus imperator) (Bloch, 1787)
- Sichel-Kaiserfisch (Pomacanthus maculosus) (Forsskål, 1775)
- Blaugürtel-Kaiserfisch (Pomacanthus navarchus) (Cuvier, 1831)
- Franzosen-Kaiserfisch (Pomacanthus paru) (Bloch, 1787)
- Trapez-Kaiserfisch (Pomacanthus rhomboides) (Gilchrist & Thompson, 1908)
- Koran-Kaiserfisch (Pomacanthus semicirculatus) (Cuvier, 1831)
- Sechsbinden-Kaiserfisch (Pomacanthus sexstriatus) (Cuvier, 1831)
- Blaukopf-Kaiserfisch (Pomacanthus xanthometopon) (Bleeker, 1853)
- Cortez-Kaiserfisch (Pomacanthus zonipectus) (Gill, 1862)